# Johann Nikolaus Forkel

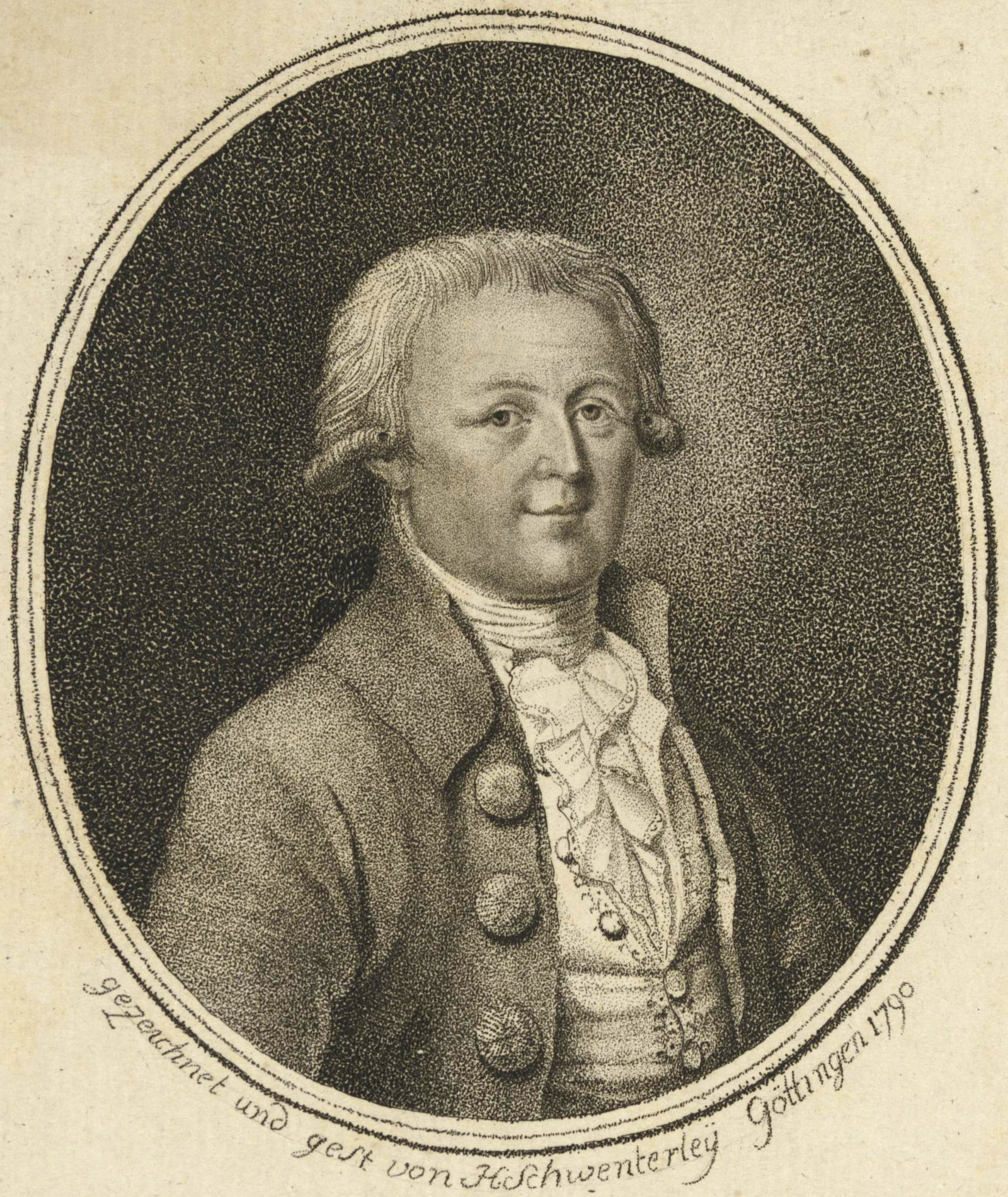
Johann Nikolaus Forkel (1790)

Johann Nikolaus Forkel (* 22. února 1749 v Meederu u Coburgu – 20. března 1818 v Göttingenu) byl německý varhaník a hudební badatel. Je považován za jednoho ze zakladatelů (historické) hudební vědy.

## Život
Forkel byl syn ševce, který byl také celník a truhlář. Mladý Johann 17 letech odešel do Lüneburgu, kde byl přijat do scholy Johanea. Roku 1767 ve Zvěříně přijal místo prefekta sboru ve zvěřínské katedrále, zdokonalil se ve hře na varhany a pohroužil se do Matthesonových spisů. Roku 1769 se zapsal do studia práv na univerzitě v Göttingenu a po nadmíru dobře vykonané zkoušce jeho zručnosti působil jako varhaník v universitním kostele. V roce 1772 začal dávat soukromé přednášky a roku 1779 se stal univerzitním hudebním ředitelem, jímž zůstal až do své smrti. Roku 1789 se neúspěšně ucházel o místo po Carlu Philippu Emanuelu Bachovi v Hamburku. Forkel zůstal až do konce svého života v Göttingenu, s výjimkou půlročního přerušení v roce 1801 z důvodu studijní cesty, která jej přivedla do všech hlavních vídeňských knihoven.
Forkel byl nadšeným obdivovatelem Johanna Sebastiana Bacha a ve svých pozdějších letech vyzdvihl jeho hudbu téměř na dogmatickou normu. V roce 1802 sepsal první Bachovu biografii, přičemž získal přímé informace z korespondence s jeho syny Carla Philippa Emanuela a Wilhelma Friedemanna Bachových. Tento spis s názvem Ueber Johann Sebastian Bachs Leben, Kunst und Kunstwerke (O životě, umění a díle Jana Šebestiána Bacha), je první hudebně-historickou monografií vůbec a o Bachovi zejména.
V roce 1781 se oženil s 15letou Margarethou (Metou) dcerou göttingenského teologa profesora Rudolpha Wedekinda. Manželství, ze kterého se narodil jediný syn (Carl Gottlieb Forkel, * 1782), však bylo roku 1793 rozvedeno a „Madame Forkel“, jak ji nazývali v dopisech, později působila jako spisovatelka a překladatelka. Později se podruhé vdala za pozdějšího ředitele apelačního soudu Johanna Heinricha Liebeskinda. Její bratr byl lékař Georg Freiherr von Wedekind.
Po Forkelově smrti byl jeho dům a hodnotná knihovna prodány v dražbě. Katalog vytvořený jeho synem obsahuje 2305 svazků hudebních knih a 1592 svazků muzikálií, jež jsou mimo jiné zdrojem pohřešovaných děl J.S. Bacha, byl roku 1819 v Göttingenu vytištěn. Jeho knihovna se stala významnou součástí královské knihovny v Berlíně a Královského institutu pro duchovní hudbu.
Jeho četným kompozicím je dnes věnováno jen málo pozornosti. Za povšimnutí stojí jeho variace pro klavír na britskou národní hymnu "God Save the King" a ostrá kritika od opata Georga Josepha Voglera, která se objevila roku 1793 ve Frankfurtu nad Mohanem, společně s další řadou variací.

## Dílo
- Über die Theorie der Musik / O hudební teorii (Göttingen, 1777)
- Musikalisch-kritische Bibliothek / Hudebně kritická knihovna (3 svazky, Gotha, 1778/79)
- Musikalischer Almanach für Deutschland auf das Jahr… / Hudební almanach Německa na rok…
  - 1782 Internet Archive pdf 73MB
  - 1783
  - 1784
  - 1789
- Allgemeine Geschichte der Musik / Všeobecné dějiny hudby (Lipsko, 1788–1801) – jeho druhé nejvýznamnější dílo, které však sahá pouze do roku 1550
- Allgemeine Litteratur der Musik / Všeobecné hudební literatura neboli, Návod ke znalosti knih o hudbě jež byly napsány od nejstarších po nejnovější čas Řeky, Římany a většinou nových evropských národů (Anleitung zur Kenntniss musikalischer Bücher, welche von den ältesten bis auf die neusten Zeiten bey den Griechen, Römern und den meisten neuern europäischen Nationen sind geschrieben worden) systematicky řazeno a po vydání opatřeno poznámkami a posudky, 2 svazky, Lipsko 1792, Schwickert. pdf 100MB na commons nebo Internet Archive
- Ueber Johann Sebastian Bachs Leben, Kunst und Kunstwerke / O životě, umění a díle Jana Šebestiána Bacha, Lipsko 1802. Wikisource: Text a faksimile, naposled Christoph Wolff (vyd.), text s materiáliemi, Bärenreiter, Kassel 2008, ISBN 978-3-7618-1925-8.